# Capirona decorticans
Capirona decorticans là một loài thực vật có hoa trong họ Thiến thảo. Loài này được Spruce mô tả khoa học đầu tiên năm 1860.